# Undermind
Undermind è il decimo album discografico in studio del gruppo musicale rock statunitense Phish, pubblicato nel giugno 2004.

## Tracce
1. Scents and Subtle Sounds (Intro) (Anastasio, Herman, Marshall) – 1:37
2. Undermind (Anastasio, Herman, Marshall) – 4:57
3. The Connection (Anastasio, Marshall) – 2:22
4. A Song I Heard the Ocean Sing (Anastasio, Marshall) – 6:20
5. Army of One (McConnell) – 5:01
6. Crowd Control (Anastasio, Marshall) – 3:34
7. Maggie's Revenge (Anastasio, Fishman, Gordon, McConnell) - 1:43
8. Nothing (Anastasio, Marshall) – 4:06
9. Two Versions of Me (Anastasio, Marshall) – 3:45
10. Access Me (Gordon) – 2:38
11. "Scents and Subtle Sounds" (Anastasio, Herman, Marshall) – 5:05
12. Tomorrow's Song (Fishman) – 1:51
13. Secret Smile (Anastasio, Marshall) – 6:31
14. Grind (Anastasio, Marshall) – 0:59

Bonus Track
- Tiny (Anastasio, Fishman, Gordon, McConnell) - 6:47

## Formazione
- Trey Anastasio - chitarra, voce
- Page McConnell - tastiere, voce
- Mike Gordon - basso, voce
- Jon Fishman - batteria, voce